# Márkus Géza
Márkus Géza (Pest, 1871. augusztus 4. – Budapest, 1912. december 6.) magyar építész, a magyarországi szecesszió jelentős képviselője. Márkus Miksa újságíró és Márkus Dezső karmester testvére.

## Életpályája
Márkus Ignác pesti üvegkereskedő és Kohn Anna harmadik gyermekeként született. Ismereteit autodidakta módon sajátította el, felsőfokú tanulmányokat nem végzett. Tizenhét évesen Gutwillig József építőmesternél kezdett rajzolni, majd Freund Vilmosnál dekorációs feladatokat látott el. Tehetségére felfigyelt a neves építész, Hauszmann Alajos és felvette irodájába. Tanulmányai végeztével Budapesten nyitott önálló irodát. Ebben az időben bízták meg a később Cifrapalota néven ismertté vált épület megtervezésével, mely egyben az első olyan komolyabb munkája, amelyet kiviteleztek. A kecskeméti épület Lechner Ödön nemzeti szecessziós törekvéseinek a hatását mutatja.
Többször dolgozott együtt más építészekkel, közös munkái, tervei voltak mindenekelőtt Spiegel Frigyessel, illetve a szecesszió másik két nagy alakjával, Komor Marcell-lel és Jakab Dezsővel, de a szobrászok közül Telcs Edével és Kallós Edével is többször alkotott.
Újságírói munkássága is jelentős, munkatársa volt a Művészetnek, a Magyar Hírlapnak és a Színháznak, ezenkívül számos írása és grafikája jelent meg más lapokban, folyóiratokban is.
Több színházépületet tervezett és színházi díszletek tervei is kötődnek hozzá.
Házastársa Karvázy Rozália Katalin volt, akivel 1907. július 8-án Budapesten, az Erzsébetvárosban kötött házasságot.

## Ismert épületei
| Leírás | Helység, cím                                   | Építés éve | Megjegyzés | Kép |
| --- | ---------------------------------------------- | ---------- | --- | --- |
| Duna Palota | 1051 Budapest, Zrínyi utca 5. – Nádor utca 10. | 1894–1897  | Freund Vilmos tervei alapján épült, de Márkus is részt vett a munkálatokban.                                                                        |     |
| Otthon írók és hírlapírók körének dohányutcai palotája (volt Otthon Kör, ma az Országos Cigány Önkormányzat székháza) | 1074 Budapest, Dohány u. 76.                   | 1898       | |     |
| Lakóház | 1076 Budapest, Péterfy Sándor utca 15.         | 1900       | |     |
| Kaszinó és városi bérház, ismertebb nevén Cifrapalota                                                                 | 6000 Kecskemét, Rákóczi út 1.                  | 1902–1903  | 1983 óta ad helyet a Kecskeméti Képtárnak. |     |
| Király Színház | 1077 Budapest, Király u. 71.                   | 1903       | Csak a már korábban épült épület átalakítását vezette. Elbontották.                                                                                 |     |
| Erdey-féle Szanatórium, később Schöpf-Merei Kórház                                                                    | 1092 Budapest, Bakáts tér 9.                   | 1905–1906  | 2009-ben bezárt. Az ingatlan tulajdonosa jelenleg is a Fővárosi Önkormányzat.                                                                       |     |
| Állami Fémipari Szakiskola (ma: DSZC Mechwart András Gépipari és Informatikai Szakgimnáziuma)                         | 4025 Debrecen, Széchenyi u. 58.                | 1908–1909  | |     |
| Kolozsvári Állami Magyar Színház                                                                                      | Kolozsvár, E. Isac utca, 26-28. szám           | 1909–1910  | Spiegel Frigyessel közös alkotás. 1959–1961-ben átépítették.                                                                                        |     |
| Vajda-palota | 6720 Szeged, Stefánia sétány 10.               | 1910       | Spiegel Frigyessel közös alkotás |     |
| Székesfővárosi kislakásos bérházak                                                                                    | 1089 Budapest, Vajda Péter utca 7-13.          | 1910–1912  | Spiegel Frigyessel közös alkotás. Épült Bárczy István kislakás- és iskolaépítési programja keretében.                                               |     |
| Lakóház | 1077 Budapest, Almássy tér 17.                 | 1910 k.    | |     |
| Népopera (utóbb Városi, ma Erkel Színház)                                                                             | 1081 Budapest, II. János Pál pápa tér 30.      | 1911       | Komor Marcellel és Jakab Dezsővel közös alkotás. Többször átalakították, jelenlegi (leegyszerűsített) formája nem is emlékeztet hajdani állapotára. |     |
| Bérház | 1214 Budapest, Óvoda-utca 19.                  | n. a.      | |     |

Nevéhez fűződik az azóta elpusztult Jardin de Paris (Budapest, Spiegel Frigyessel) és a szintén elpusztult Nagy Endre Cabaret (Budapest, Spiegel Frigyessel), illetve a Szombathelyi Színház (Komor Marcellel és Jakab Dezsővel, 1906) átalakítása is. Az ő tervei alapján készült a Kereszt-patika berendezése (Budapest, Vámház-körút).

### Egyéb alkotásai
| Leírás                                         | Helység, cím                    | Építés éve | Megjegyzés | Kép |
| ---------------------------------------------- | ------------------------------- | ---------- | --- | --- |
| Erkel Sándor síremléke a Fiumei úti sírkertben | 1086 Budapest, Fiumei út 16-18. | 1905       | Kallós Ede szobrásszal közös alkotás.                                                                              |     |
| Vörösmarty szobor talapzata                    | 1051 Budapest, Vörösmarty tér   | 1908       | Magát a szobrot Kallós Ede és Telcs Ede tervezte. A tervek már 1902-ben, majd újabb pályázaton 1903-ban megvoltak. |     |

### Meg nem valósult pályázatai
- 1894: Bányászati- és kohászati pavilon a millenniumi kiállításra, Budapest, Városliget (II. díj)[6]
- 1896: Pokol körkép pavilon (Molnár Árpád Dante Poklát ábrázoló alkotásához) a millenniumi kiállításra, Budapest, Városliget[6]
- 1898: Zsinagóga, Szeged[6]
- 1899: Áru- és Értéktőzsde, Budapest[6]
- 1899: Lipótvárosi zsinagóga, Budapest[6]
- 1902: Kossuth-mauzóleum, Budapest (Spiegel Frigyessel)[6]
- 1904: Zsinagóga, Trieszt[6][13]
- 1904: Zsinagóga, [helység nem ismert] (Komor Marcellel és Jakab Dezsővel)[6]
- 1905: Sáros-fürdő (ma: Gellért gyógyfürdő), Budapest (Komor Marcell és Jakab Dezsővel)[6]
- 1905: Szabadság-szobor, Budapest (Kallós Edével)[6]
- 1905: Szálló, Kiskunhalas (I. díj, Komor Marcellel és Jakab Dezsővel)[6]
- 1909–1912: Színház, Szolnok (I. díj, Spiegel Frigyessel)[6][13]
- 1910: Izraelita hitközség bérháza, Pécs (I. díj, Spiegel Frigyessel)
- ?: Zenepalota, Szeged (Spiegel Frigyessel, I. díj)[13]
- ?: Könyvtár, Kolozsvár[13]
- ?: Kultuszminisztérium, Budapest[13]